# Geração mimeógrafo
A geração mimeógrafo foi a geração de artistas brasileiros inseridos no contexto da poesia marginal ou marginália, que recebeu esse nome em referência ao fato de estarem à margem do circuito editorial estabelecido. Esse foi um movimento artístico e cultural de contracultura que ocorreu no Brasil imediatamente após a Tropicália, durante a década de 1970, em razão da censura imposta pela Ditadura Militar, que levou intelectuais, professores universitários, poetas e artistas em geral, em todo o país, a buscarem meios alternativos de difusão cultural, notadamente o mimeógrafo, tecnologia mais acessível na época.
A produção artística desta geração igualmente não circulava em tradicionais galerias. A geração mimeógrafo também se expressou através da música, do cinema e da dramaturgia, sendo a sua produção poética a mais lembrada, possivelmente por ser aquela produção mais adequada às restrições de suporte impostas pela página mimeografada. As outras artes podiam ser divulgadas, porém não poderíamos ouvir uma canção ou ver um filme em um pequeno jornal ou revista mimeografados, ou fotocopiados. Sua produção literária não foi aceita por grandes editoras, pelo menos até 1975, quando a editora Brasiliense publicou o livro 26 Poetas Hoje, organizado por Heloísa Buarque de Hollanda.
Dos principais artistas do movimento estão compositores e poetas como Ana Cristina César, Paulo Leminski, Chacal, Torquato Neto, Jards Macalé e Waly Salomão.

## Obra
Algumas das principais obras do movimento são os livros de estreia de Chacal: Muito Prazer (1971) e Preço da Passagem (1972), e Travessa Bertalha 11 (1971) de Charles Peixoto, todos produzidos de maneira artesanal. A crítica da época também batizou de "marginal" alguns livros publicados por partilharem da mesma escrita experimental e transgressora como Panamérica (1968), de José Agripino de Paula, Urubu-Rei (1972) e Os Morcegos estão comendo os mamões maduros (1973), de Gramiro de Matos e Catatau, de Paulo Leminski (1975), foram inseridos nesse grupo pela crítica literária da época. Além desses, outros trabalhos como a publicação póstuma dos poemas e escritos de Torquato Neto no livro Os últimos dias de Paupéria (1973) tornou-se uma das principais referências dos novos escritores. A figura marginal do poeta piauiense permaneceria como um símbolo de toda uma geração.
Em 1972, Waly Salomão lançou o livro Me segura qu’eu vou dar um troço, Eudoro Augusto e Afonso Henriques Neto, O misterioso ladrão de Tenerife, e Ronaldo Bastos, Canção de Búzios; todos publicados no Rio de Janeiro. Ao lado desses, multiplicavam-se os poemas avulsos, xerocopiados, manuscritos e datilografados. Também no Rio de Janeiro, em 1975, apareceu a primeira antologia de novos poetas, Abertura poética, organizada por César de Araújo e Walmir Ayala. Um novo grupo de poetas, também articulado por Cacaso, lançou a coleção Vida de Artista, que publicou os livros Prato feito, de Luís Olavo Fontes, A vida alheia, de Eudoro Augusto, Aqueles papéis, de Carlos Saldanha, Beijo na boca, de Cacaso, e América, de Chacal. Aquele foi também o ano da criação do grupo Folha de Rosto, composto pelos poetas Adauto Santos, Cláudia Portugal, Ricardo Azambuja, Maíra Parulha, etc., e do grupo Nuvem Cigana, do qual participavam, entre outros, Charles Peixoto, Ronaldo Bastos, Ronaldo Santos, Bernardo Vilhena, Guilherme Mandaro e Chacal.

## Poesia marginal
No Brasil, poesia marginal é a designação dada à poesia produzida pela geração mimeógrafo, incluindo aí poetas absolutamente desconhecidos que produziram suas obras fora do eixo Rio-São Paulo, embora ao redor do mundo se use o termo para referir-se à tendências que funcionam independentemente de uma poesia oficial, canonicamente aceita.
O gênero de poesia que foi denominado de marginal no Brasil se tornou conhecido por este nome porque seus poetas abandonaram os meios tradicionais de circulação das obras, através de (editoras e livrarias), e buscaram meios alternativos, realizando cópias mimeografadas de seus trabalhos, comercializados a baixo custo, vendidos de mão em mão, nas ruas, em praças e nas universidades. Através dela, os poetas da geração mimeografada queriam se expressar livremente em pleno regime da Ditadura Militar, bem como revelar novas vozes poéticas.
Esta tradição marginal se estendeu pelos anos de 1980, tendo utilizado também o recurso da fotocópia e a produção de zines.
Possivelmente, possa-se considerar uma continuidade desta tendência na poesia que se encontra apenas na Internet, sendo produzida por poetas que não usam outro meio de divulgação, à parte de um mercado literário propriamente dito, ou da indústria cultural, por postura ou exclusão, estando à margem não por motivos políticos, como a poesia marginal dos anos de 1970, mas, principalmente, econômicos.
Nos EUA, o termo poesia marginal é usado para designar a poesia feita pelos poetas chamados de pós-beats.

## Influências e características
Influenciada pela primeira fase do Modernismo brasileiro, pelo Tropicalismo e por movimentos de contracultura, tais como o rock, o movimento hippie, histórias em quadrinhos e o cinema, a poesia marginal é tendente à coloquialidade, à espontaneidade, à experimentação rítmica e musical, ao humor, à paródia e à representação do cotidiano urbano. É uma exceção a algumas destas tendências o poeta Roberto Piva, mais tendente ao Surrealismo e próximo à poesia da Geração Beat, demonstrando grande erudição em seus poemas, tal qual o faz Geraldo Carneiro, que, no entanto, utiliza frequentemente recursos semelhantes aos da poesia concreta. 
A poesia marginal sempre foi do povo do gueto, a dos participantes da antologia 26 Poetas Hoje, apresenta também, no geral, tendência à oposição ao concretismo, pelo menos à sua forma mais usual, sendo a exploração da subjetividade a principal característica a opô-los àquele movimento.

## Artistas que interagiram com a Geração Mimeógrafo

### Poesia
- Ana Cristina César
- Chacal
- Cacaso
- Paulo Leminski
- Waly Salomão

### Música
- Caetano Veloso
- Chico Buarque
- Francis Hime
- Gilberto Gil
- Jards Macalé
- João Bosco

### Cinema e teatro
- Glauber Rocha
- Rogério Sganzerla
- Helena Ignez
- Julio Bressane
- José Celso Martinez Correa
- Andrea Tonacci
- Luiz Rosemberg Filho
- Cacá Diegues
- Torquato Neto

### Artistas plásticos
- Hélio Oiticica
- Lygia Clark